# Dracaena borneensis
Dracaena borneensis là một loài thực vật có hoa trong họ Măng tây. Loài này được (Merr.) Jankalski mô tả khoa học đầu tiên năm 2008.